# 豫园街道
豫园街道是中国上海市黄浦区下辖的一个街道。面积1.20平方公里。户籍人口9.86万人。（2008年）

## 行政区划
豫园街道下辖四新居委会、宝带居委会、光启居委会、果育居委会、侯家居委会、太阳都市居委会、丹马居委会、学院居委会、露香居委会、阜春居委会、长生居委会、广福居委会、肇方居委会、同庆居委会、泰瑞居委会、淮海居委会、会稽居委会、方西居委会、古城居委会。